# Llista d'unitats de paisatge de Catalunya
Llista de les unitats de paisatge definides en els catàlegs de paisatge dels plans territorials de Catalunya. El mapa de paisatges inclou tot el territori, amb tota mena de paisatge, rural, urbà o periurbà, d'acord amb la definició del Conveni europeu del paisatge: àrea, tal com la percep la població, el caràcter de la qual és resultat de la interacció de factors naturals i humans. Els paisatges estan protegits per la Llei 8/2005, de 8 de juny, de protecció, gestió i ordenació del paisatge de Catalunya, que preserva els seus valors naturals, patrimonials, científics, econòmics i socials.
Entre l'any 2008 i 2013 el Departament de Territori i Sostenibilitat ha aprovat 5 catàlegs per àmbits funcionals territorials, quedant pendents els corresponents a la Regió Metropolitana i les Comarques Centrals. En total, el mapa de paisatges de Catalunya defineix 135 unitats delimitades a partir de les característiques de naturalesa ambiental, cultural, perceptiva i simbòlica, i les continuïtats del paisatge que li confereixen una idiosincràsia diferenciada. Les dades dels dos plans pendents d'aprovació són provisionals.

## Alt Pirineu i Aran
| Nom                                               | Trets distintius | Superfície / Usos                                              | Localització | Codi     | Imatge                                                         |
| ------------------------------------------------- | --- | -------------------------------------------------------------- | --- | -------- | -------------------------------------------------------------- |
| Era Baisha Val d'Aran                             | Fort gradient d'altitud entre els cims i el fons de vall estructurat per la Garona. Paisatges agroforestals rics i clima atlàntic. | 24.783 ha 94% vegetació 6% roques 0,2% construït               | Bausen, Canejan, Les, Bossòst, Arres, es Bòrdes, Vilamòs (Vall d'Aran) 42° 45′ 11″ N, 0° 44′ 17″ E / 42.753°N,0.738°E | UP-AP-1  | Era Baisha Val d'Aran                                          |
| Era Nauta Val d'Aran                              | Valls d'origen glacial. Model urbanístic associat als equipaments d'esquí i a la centralitat de Viella, polaritat econòmica i de serveis. Extenses pastures dels vessants de solana, en contrast cromàtic amb les denses pinedes de les obagues.                                   | 25.933 ha 11% roques 0,2% construït                            | Naut Aran, Vielha e Mijaran i part d'Alt Àneu (Vall d'Aran i Pallars Sobirà) 42° 43′ N, 0° 54′ E / 42.72°N,0.90°E | UP-AP-2  | Era Nauta Val d'Aran                                           |
| Cims i Estanys d'Aigüestortes i Sant Maurici      | Paisatge lacustre d'origen glacial i de grans fons escènics. Nombrosos estanys i salts d'aigua. A les zones baixes l'entrellaçament dels cursos d'aigua donen lloc a les aigüestortes. Baix grau d'antropització, però amb impactes d'infraestructures hidroelèctriques.           | 35.233 ha 33% roques 2% aigua                                  | Parts de Vielha e Mijaran, Naut Aran, Vilaller, la Vall de Boí, Alt Àneu, Espot, Esterri d'Àneu, la Guingueta d'Àneu, Sort i la Torre de Cabdella (Vall d'Aran, Alta Ribagorça, Pallars Sobirà i Pallars Jussà) 42° 36′ N, 0° 56′ E / 42.60°N,0.94°E | UP-AP-3  | Cims i Estanys d'Aigüestortes i Sant Maurici · Vegeu més fotos |
| Altes Nogueres                                    | Alta muntanya d'esquistos i pissarres amb importants complexos lacustres. Pobles compactes envoltats de prats. Variada diversitat d'hàbitats d'espècies protegides. | 70.613 ha 13% roques 0,3% agricultura 0,4% aigua               | Alins, Esterri de Cardós, Farrera, Lladorre, Tírvia, Vall de Cardós (Pallars Sobirà) 42° 36′ N, 0° 56′ E / 42.60°N,0.94°E | UP-AP-4  | Altes Nogueres                                                 |
| Valls d'Àneu                                      | Valls altes d'origen glacial amb un paisatge barreja de cultius, pobles i ribera fluvial. Xarxa de petits pobles al fons de vall, a mig vessant o en valls laterals. | 20.794 ha 94% vegetació 4% agricultura                         | Alt Àneu, Espot, Esterri d'Àneu, la Guingueta d'Àneu, Llavorsí (Pallars Sobirà) 42° 35′ 02″ N, 1° 08′ 31″ E / 42.584°N,1.142°E | UP-AP-5  | Valls d'Àneu                                                   |
| Massís de l'Orri - Valls de Castellbò i d'Aguilar | Mitjana i alta muntanya amb relleu de formes massives però suaus i valls aïllades i profundes. Pobles d'aire medieval entre paratges d'antigues pastures, deveses i feixes de conreu delimitades per murs de pedra seca.                                                           | 51.807 ha                                                      | Baix Pallars, Cabó, Soriguera, les Valls de Valira (Alt Urgell, Pallars Sobirà) 42° 35′ 02″ N, 1° 08′ 31″ E / 42.584°N,1.142°E | UP-AP-6  | Massís de l'Orri - Valls de Castellbò i d'Aguilar              |
| Pastures de l'Alt Pirineu                         | Paisatge encaixonat per la Noguera Pallaresa i la Noguera Ribagorçana. Muntanyes maselles, recobertes de pastures verdes a l'estiu i nevades a l'hivern. Destaquen el romànic de la Vall de Boí i les transformacions de la Vall Fosca.                                            | 50.221 ha 0,2% construït                                       | Rialp, Sort, la Torre de Cabdella, la Vall de Boí (Alta Ribagorça, Pallars Jussà, Pallars Sobirà i Vall d'Aran) 42° 27′ N, 0° 55′ E / 42.45°N,0.92°E                                                                                                 | UP-AP-7  | Pastures de l'Alt Pirineu                                      |
| Sant Gervàs - Montcortès                          | Pobles endinsats en valls amagades al peu dels relleus més suaus dels Pirineus. Altiplans cultivats i paisatge de les hidroelèctriques. | 33.965 ha                                                      | El Pont de Suert, Sarroca de Bellera, Senterada, Vilaller (Alta Ribagorça, Pallars Jussà, Pallars Sobirà) 42° 22′ N, 0° 53′ E / 42.37°N,0.88°E | UP-AP-8  | Sant Gervàs - Montcortès                                       |
| Plana de l'Urgellet                               | Àmplia vall d'un paisatge de muntanya seca, amb paisatge urbà de la Seu d'Urgell al bell mig. Supervivència del sector agrari que manté un paper d'equilibri entre la ciutat, els pobles i els vessants forestals de les muntanyes.                                                | 15.178 ha 19% agricultura 2% construït                         | Alàs i Cerc, Montferrer i Castellbò, Ribera d'Urgellet, la Seu d'Urgell, les Valls d'Aguilar, les Valls de Valira (Alt Urgell) 42° 20′ 38″ N, 1° 27′ 25″ E / 42.344°N,1.457°E                                                                        | UP-AP-9  | Plana de l'Urgellet                                            |
| Solana del Baridà                                 | Paisatges de l'Alt Pirineu en mestissatge amb el Prepirineu calcari i el paisatge cerdà. L'altiplà de Lles conserva antics i extensos paisatges cultivats. Pobles d'arquitectura tradicional de pedra i pissarra situats en posició vigilant del Cadí i de la plana de l'Urgellet. | 18.995 ha                                                      | Lles de Cerdanya i part d'altres (Alt Urgell, Cerdanya) 42° 26′ N, 1° 39′ E / 42.43°N,1.65°E | UP-AP-10 | Solana del Baridà                                              |
| Congost del Segre                                 | Paisatge tancat de cingles i parets de roca calcària només obert pel pantà d'Oliana i les valls per damunt de Coll de Nargó i Organyà. Històric territori de pas amb el congost més llarg del Prepirineu català.                                                                   | 12.484 ha 87% vegetació 10% agrícola 0,2% construït 2,6% aigua | Cabó, Coll de Nargó, Organyà, Peramola (Alt Urgell) 42° 09′ 29″ N, 1° 19′ 01″ E / 42.158°N,1.317°E | UP-AP-11 | Congost del Segre                                              |
| Cadí                                              | Cingleres de paret calcària que es precipiten fins a estretes valls. Gran dissimetria entre l'obaga i la solana, entre el marge esquerre de la vall del Segre, boscosa i ombrívola, i la lluminosa vall de Josa. El túnel del Cadí creua la serralada.                             | 26.198 ha                                                      | Arsèguel, Cava, Estamariu, Josa i Tuixén, Montellà i Martinet, el Pont de Bar (Alt Urgell, Cerdanya) 42° 19′ N, 1° 38′ E / 42.32°N,1.63°E | UP-AP-12 | Cadí · Vegeu més fotos                                         |
| Vall Cerdana                                      | Estructura reticular de paisatges agrícoles de la plana creuats pel riu Segre, entre el bressol dels colors lluminosos de la solana i el verd penetrant de l'obaga, culminats per alts cims. Pobles distribuïts al redós de la plana, amb Puigcerdà en posició estratègica.        | 32.164 ha                                                      | Alp, Bellver de Cerdanya, Bolvir, Das, Fontanals de Cerdanya, Ger, Guils de Cerdanya, Isòvol, Llívia, Meranges, Prats i Sansor, Prullans, Puigcerdà, Riu de Cerdanya, Urús (Cerdanya) 42° 24′ N, 1° 51′ E / 42.40°N,1.85°E                           | UP-AP-13 | Vall Cerdana                                                   |
| La Vansa                                          | Prepirineu aïllat, d'orografia trencada. Gegants calcaris entre el Port del Comte i el Cadí. Cingles que es precipiten cap a la vall del Segre. | 25.368 ha                                                      | Fígols i Alinyà, Josa i Tuixén, la Vansa i Fórnols (Alt Urgell) 42° 14′ N, 1° 28′ E / 42.23°N,1.47°E | UP-AP-14 | La Vansa                                                       |
| Boumort - Collegats                               | Darrer gran congost de la Noguera Pallaresa. Paisatges forestals combinats amb paisatges rocallosos de parets i cingles. Poblacions de molt petites dimensions amagades als replecs del relleu.                                                                                    | 31.862 ha                                                      | Abella de la Conca, Baix Pallars (Alt Urgell, Pallars Jussà, Pallars Sobirà) 42° 13′ N, 1° 07′ E / 42.22°N,1.11°E | UP-AP-15 | Boumort - Collegats                                            |
| Rodalia d'Oliana                                  | Paisatge mediterrani continental solcat per la vall del Segre. Horta i conreus a banda i banda del riu combinats amb abundant vegetació de ribera i cingles calcaris que determinen el final del congost del Segre.                                                                | 11.017 ha                                                      | Bassella, Oliana, Peramola (Alt Urgell) 42° 01′ 12″ N, 1° 18′ 11″ E / 42.020°N,1.303°E | UP-AP-16 | Rodalia d'Oliana                                               |
| Conca de Tremp                                    | Conca intrapirinenca envoltada de massissos calcaris. La Noguera Pallaresa ha estat durant segles el camí de pas de matèries i persones del Pirineu. Paisatge mineral de gran interès geològic i paleontològic.                                                                    | 43.173 ha 63% vegetació 35% agricultura 1% construït 2% aigua  | Conca de Dalt, Gavet de la Conca, Isona i Conca Dellà, la Pobla de Segur, Salàs de Pallars, Talarn, Tremp (Pallars Jussà) 42° 01′ 12″ N, 1° 18′ 11″ E / 42.020°N,1.303°E                                                                             | UP-AP-18 | Conca de Tremp                                                 |
| La Terreta                                        | Territori aïllat de muntanya mediterrània. Petits pobles dispersos, barrancs profunds, caràcter fronterer. | 21.957 ha 94% vegetació 6% agricultura                         | Part de Castell de Mur, Sant Esteve de la Sarga, Tremp (Pallars Jussà) 42° 12′ N, 0° 46′ E / 42.20°N,0.76°E | UP-AP-20 | La Terreta                                                     |

Comparteix part de Montsec i Vall de Rialb amb les Terres de Lleida.

## Camp de Tarragona
| Nom                               | Trets distintius | Superfície / Usos                                                 | Localització | Codi     | Imatge                                |
| --------------------------------- | --- | ----------------------------------------------------------------- | --- | -------- | ------------------------------------- |
| Alt Gaià                          | Caràcter muntanyós amb relleu abrupte i altituds prop de 1.000 m. Predominen materials calcaris, pinedes de pi blanc i vegetació de caràcter arbustiu. El riu Gaià travessa el territori de nord a sud.                                                                        | 20.021 ha 83% vegetació 13% agrícola 4% construït                 | Pontils, Querol, el Pont d'Armentera i part d'altres (Conca de Barberà i Alt Camp) 41° 26′ N, 1° 24′ E / 41.44°N,1.40°E                                                                                                 | UP-CT-1  | Alt Gaià                              |
| Baixa Segarra                     | Relleu modelat pels cursos alts dels rius Gaià i Corb amb una cota mitjana d'uns 700 m. Predomini dels conreus herbacis de secà. Algunes pinedes de pi blanc i pinassa. Paper rellevant de la ramaderia                                                                        | 17.125 ha 33% vegetació 66% agrícola 1% construït                 | Passanant i Belltall, Vallfogona de Riucorb, Llorac, Santa Coloma de Queralt, Conesa, les Piles, Forès (Conca de Barberà) 41° 32′ 24″ N, 1° 18′ 04″ E / 41.540°N,1.301°E                                                | UP-CT-2  | Baixa Segarra                         |
| Conca de Poblet                   | Conca d'erosió dels rius Anguera i Francolí. Els materials predominants són margues, gresos i lutites. Paisatge eminentment agrícola, especialment vitivinícola. | 24.843 ha 25% vegetació 71% agrícola 4% construït                 | Solivella, Blancafort, Pira, Sarral, Rocafort de Queralt, Barberà de la Conca, Montblanc, l'Espluga de Francolí, Vimbodí i Poblet (Conca de Barberà) 41° 25′ N, 1° 11′ E / 41.41°N,1.18°E                               | UP-CT-4  | Conca de Poblet                       |
| Muntanyes de Prades               | Massís muntanyós fins a 1.200 m d'altitud. Predominen els materials silicis: pissarres i granits del Paleozoic. Coberta vegetal mediterrània extensa amb una ampla varietat de boscos.                                                                                         | 14.297 ha 93% vegetació 6% agrícola 1% construït                  | Vilanova de Prades, Prades i part d'altres (Priorat, Conca de Barberà, Alt Camp i Baix Camp) 41° 20′ N, 1° 01′ E / 41.34°N,1.02°E                                                                                       | UP-CT-5  | Muntanyes de Prades · Vegeu més fotos |
| La Mussara                        | Muntanyós i forestal amb relleu agrest de més de 1.000 m i algunes planes de conreu de secà. Pinedes de pi blanc, pi roig i pinassa, alzinars i rouredes. | 16.354 ha 93,7% vegetació 5,5% agrícola 0,4% construït 0,4% aigua | Arbolí, la Febró, Capafonts, Mont-ral, la Riba (Priorat, Alt Camp i Baix Camp) 41° 16′ 48″ N, 1° 02′ 42″ E / 41.280°N,1.045°E                                                                                           | UP-CT-6  | La Mussara · Vegeu més fotos          |
| Vall del Silenci                  | Valls d'Ulldemolins i Cornudella de Montsant excavades en materials tendres eocènics. Vegetació mediterrània de carrascars i brolles, en altiplans i solells, i pinedes i rouredes en les obagues. Conreus al fons de les valls.                                               | 4.630 ha 68% vegetació 31% agrícola 1% construït                  | Ulldemolins, Cornudella de Montsant i part d'altres (Priorat, Alt Camp i Conca de Barberà) 41° 18′ 18″ N, 0° 55′ 48″ E / 41.305°N,0.930°E                                                                               | UP-CT-7  | Vall del Silenci                      |
| Montsant                          | Serra amb grans cingleres, monòlits i balmes. Profunds barrancs destacant el congost de Fraguerau. Espai agrícola a la rodalia dels nuclis de població. Mostres d'intensa activitat agrícola en el passat.                                                                     | 13.328 ha 90% vegetació 9,6% agrícola 0,2% construït 0,2% aigua   | Cabassers, la Bisbal de Montsant, Margalef, la Morera de Montsant (Priorat) 41° 17′ N, 0° 47′ E / 41.28°N,0.78°E | UP-CT-9  | Montsant · Vegeu més fotos            |
| Priorat històric                  | Relleu trencat, de baixes serres i turons amb vessant s fortament inclinats. Predomini del conreu de la vinya amb edificis emblemàtics de cellers. Vegetació mediterrània poc densa. Nuclis rurals i compactes.                                                                | 2.519 ha 81% vegetació 18,5% agrícola 0,5% construït              | Porrera, Poboleda, Torroja del Priorat, la Vilella Alta, la Vilella Baixa, Gratallops i Bellmunt del Priorat (Priorat) 41° 12′ N, 0° 50′ E / 41.20°N,0.83°E                                                             | UP-CT-11 | Priorat històric                      |
| Baix Priorat                      | Relleu planer, suaument ondulat. Granits i pissarres en la fossa de Falset-Marçà, i roques calcàries i materials sedimentaris a les planes i a les serres. Paisatge agrícola constituït per un mosaic de vinya, olivera, avellaner i ametller. Vegetació espontània.           | 13.728 ha 45% vegetació 52% agrícola 1% construït 1% aigües       | Falset, Marçà, el Masroig, els Guiamets, Pradell de la Teixeta i la Torre de Fontaubella (Priorat, Ribera d'Ebre) 41° 08′ 17″ N, 0° 47′ 10″ E / 41.138°N,0.786°E                                                        | UP-CT-12 | Baix Priorat                          |
| Serra de Llaberia                 | Muntanya mediterrània amb relleu abrupte i altituds prop de 1.000 m. Materials calcaris amb moles envoltades per cinyells de cingles. Vegetació amb pinedes de pi blanc, garrigues i brolles de romaní. Poc habitat amb espais agrícoles en petites valls i replans interiors. | 13.579 ha 90% vegetació 9% agrícola 0,8% construït 0,2% aigua     | Capçanes, Colldejou, Pratdip i part d'altres (Priorat, Baix Camp i Ribera d'Ebre) 41° 04′ 34″ N, 0° 49′ 59″ E / 41.076°N,0.833°E                                                                                        | UP-CT-13 | Serra de Llaberia · Vegeu més fotos   |
| Plana de l'Hospitalet de l'Infant | Plana litoral amb pinedes de pi blanc, màquies de garric i margalló, brolles i els prats secs de llistó. Urbanitzacions en la franja litoral. Costa baixa amb llargues platges sorrenques. Petita plana deltaica a la desembocadura del riu Llastres.                          | 6.641 ha 43% vegetació 29% agrícola 27% construït                 | Vandellòs i l'Hospitalet de l'Infant, Mont-roig del Camp (Baix Camp) 41° 01′ 55″ N, 0° 56′ 13″ E / 41.032°N,0.937°E | UP-CT-15 | Plana de l'Hospitalet de l'Infant     |
| Escornalbou-Puigcerver            | Valls estretes separades per serres i turons de vessants suaus. Nuclis de població agrícoles a les vores de les rieres de Riudecols i de Riudecanyes. Conreus de secà. Pinedes de pi blanc i brolles d'estepes i brucs.                                                        | 8.041 ha 78% vegetació 20% agrícola 1% construït 0,3% aigua       | L'Argentera, Riudecanyes, Duesaigües, Riudecols (Baix Camp) 41° 10′ N, 0° 57′ E / 41.16°N,0.95°E | UP-CT-16 | Escornalbou-Puigcerver                |
| Conca d'Alforja-Vilaplana         | Depressió oberta amb masses forestals als vessants de les serres que l'encerclen. Conreu d'oliveres i avellaners. Nuclis de població de caràcter rural i residencialisme per la proximitat de Reus.                                                                            | 8.898 ha 46% vegetació 52% agrícola 2% construït                  | Alforja, l'Aleixar, Vilaplana i part d'altres (Baix Camp) 41° 12′ 50″ N, 1° 03′ 47″ E / 41.214°N,1.063°E | UP-CT-17 | Conca d'Alforja-Vilaplana             |
| Plana del Baix Camp               | Plana agrícola amb una xarxa de torrents paral·lels. Conreus llenyosos que alternen amb fruiters i hortalisses de regadiu. Nuclis de població rurals amb creixement residencial, industrial i comercial.                                                                       | 12.688 ha 8% vegetació 87% agrícola 5% construït                  | Riudoms, Vinyols i els Arcs, Montbrió del Camp, Botarell, les Borges del Camp, Vilanova d'Escornalbou i Mont-roig del Camp (Baix Camp i Tarragonès) 41° 07′ N, 1° 02′ E / 41.12°N,1.04°E                                | UP-CT-18 | Plana del Baix Camp                   |
| Litoral del Camp                  | Franja de costa baixa densament urbanitzada en primera línia i amb zona agrícola interior de conreus llenyosos | 4.507 ha 19% vegetació 43% agrícola 38% construït 2% aigua        | Salou, Cambrils (Baix Camp i Tarragonès) 41° 04′ 48″ N, 1° 05′ 28″ E / 41.080°N,1.091°E | UP-CT-19 | Litoral del Camp                      |
| Reus-Tarragona                    | Espai urbanitzat extens amb una densa xarxa d'infraestructures de comunicació. Indústries petroquímiques. Paisatge periurbà entre Reus i Tarragona. | 9.672 ha 14% vegetació 37% agrícola 48% construït 1% aigua        | Tarragona, Reus, Constantí, Vila-seca, la Canonja (Baix Camp i Tarragonès) 41° 07′ 37″ N, 1° 10′ 48″ E / 41.127°N,1.180°E                                                                                               | UP-CT-20 | Reus-Tarragona                        |
| Camps del Francolí                | Plana agrícola diversa i heterogènia on predominen els conreus llenyosos de regadiu. Contrast amb els usos industrials dels complexos petroquímics. | 9.907 ha 6% vegetació 86% agrícola 8% construït                   | El Milà, la Masó, Alcover, la Selva del Camp, el Rourell, Vilallonga del Camp, la Pobla de Mafumet, el Morell, Almoster (Baix Camp, Alt Camp i Tarragonès) 41° 13′ N, 1° 11′ E / 41.22°N,1.19°E                         | UP-CT-21 | Camps del Francolí                    |
| Plana de l'Alt Camp               | Plana agrícola tancada per un amfiteatre de muntanyes. Conreus de cereals i vinyes. Polígons industrials a Valls i el Pla de Santa Maria. | 9.907 ha 19% vegetació 75% agrícola 6% construït                  | Valls, Figuerola del Camp, el Pla de Santa Maria, Alió, Bràfim, Puigpelat, Nulles, Vilabella i Vallmoll (Alt Camp i Tarragonès) 41° 17′ 53″ N, 1° 16′ 48″ E / 41.298°N,1.280°E                                          | UP-CT-22 | Plana de l'Alt Camp                   |
| Baix Gaià                         | Relleu de serres ondulades i turons de baixa altitud. Pinedes i grans urbanitzacions en el sector occidental i agricultura en el nord i llevant. Espais naturals en la faixa costanera sotmesa a creixement urbanístic.                                                        | 12.816 ha 30% vegetació 46% agrícola 23% construït 1% aigua       | Torredembarra, Altafulla, la Riera de Gaià, el Catllar, els Pallaresos, Perafort, la Secuita, la Nou de Gaià, la Pobla de Montornès, Creixell, Roda de Berà (Tarragonès) 41° 09′ 32″ N, 1° 21′ 50″ E / 41.159°N,1.364°E | UP-CT-23 | Baix Gaià                             |
| Massís de Bonastre                | Muntanyes baixes entre les planes agrícoles de vinya, oliveres, ametllers i avellaners. Abandonament agrícola en els turons i serres colonitzats per la vegetació. | 13.581 ha 68% vegetació 27% agrícola 4% construït 1% aigua        | Bonastre, Vespella de Gaià, Salomó, Rodonyà, Masllorenç i parts d'altres (Alt Camp, Baix Penedès i Tarragonès) 41° 14′ 35″ N, 1° 25′ 59″ E / 41.243°N,1.433°E                                                           | UP-CT-24 | Massís de Bonastre                    |
| Camps de Santes Creus             | Petites planes i terrasses fluvials vertebrades pel riu Gaià amb vegetació de ribera. Conreu de vinya i pinedes de pi blanc i brolles mediterrànies. El monestir de Santes Creus és un element significatiu.                                                                   | 4.597 ha 21% vegetació 75% agrícola 4% construït                  | El Pont d'Armentera, Aiguamúrcia, Vila-rodona i Montferri (Alt Camp) 41° 19′ 16″ N, 1° 22′ 08″ E / 41.321°N,1.369°E | UP-CT-25 | Camps de Santes Creus                 |
| El Montmell                       | Serres i turons amb fort pendent i paisatge sec i aspre. Mirador sobre la plana del Baix Penedès. Pinedes de pi blanc, claps d'alzinar i de roureda de fulla petita, cultiu de la vinya. Restes de patrimoni històric abandonat. Grans urbanitzacions disperses.               | 13.155 ha 86% vegetació 11% agrícola 3% construït                 | El Montmell, nord de la Bisbal del Penedès (Alt Camp i Baix Penedès) 41° 20′ N, 1° 29′ E / 41.34°N,1.49°E | UP-CT-26 | El Montmell                           |
| Plana del Baix Penedès            | Plana agrícola amb petites serres i turons de pendents molt suaus. Predomini del conreu de la vinya amb conreus herbacis al sud. El principal curs fluvial és la riera de la Bisbal. Gran nombre de vies de comunicació.                                                       | 9.878 ha 16% vegetació 66% agrícola 18% construït                 | La Bisbal del Penedès, Sant Jaume dels Domenys, Llorenç del Penedès, Banyeres del Penedès, l'Arboç, Santa Oliva, Bellvei, el Vendrell i Albinyana (Baix Penedès) 41° 15′ 25″ N, 1° 33′ 04″ E / 41.257°N,1.551°E         | UP-CT-27 | Plana del Baix Penedès                |
| Litoral del Penedès               | Faixa de costa baixa densament urbanitzada. Pinedes de pi blanc, fragments de garriga i de màquies de margalló en els petits turons allunyats de la costa. Àrea de conreu petita i fragmentada.                                                                                | 2.823 ha 22% vegetació 18% agrícola 59% construït 2% aigües       | Cunit, Calafell, part del Vendrell i Roda de Berà (Baix Penedès i Tarragonès) 41° 11′ 46″ N, 1° 33′ 40″ E / 41.196°N,1.561°E                                                                                            | UP-CT-28 | Litoral del Penedès                   |
| Garraf                            | Serres baixes mediterrànies properes al mar on coexisteix una combinació d'urbanitzacions i de pinedes de pi blanc. La vegetació té un aspecte força degradat. | 2.153 ha 58% vegetació 12% agrícola 30% construït                 | Nord de Cunit i Calafell, part del Vendrell i Bellvei (Baix Penedès) 41° 13′ 05″ N, 1° 36′ 25″ E / 41.218°N,1.607°E | UP-CT-29 | Garraf                                |

Comparteix part de Garrigues Baixes i vall del Corb i Garrigues Altes amb les Terres de Lleida, i part de Serra del Tormo i Muntanyes de Tivissa-Vandellòs amb les Terres de l'Ebre.

## Comarques Centrals
| Nom                       | Trets distintius | Superfície / Usos | Localització | Codi     | Imatge                       |
| ------------------------- | --- | ----------------- | --- | -------- | ---------------------------- |
| Cabrerès-Puigsacalm       | Altiplà vorejat per cingleres. Vegetació densa i esponerosa, mosaic de conreus herbacis, pastures i boscos. Fons escènics emblemàtics. |                   | Rupit i Pruit, l'Esquirol, Tavertet, Vidrà, la Vall d'en Bas, les Planes d'Hostoles, Sant Feliu de Pallerols (Osona, Garrotxa i Selva) 42° 05′ 46″ N, 2° 25′ 08″ E / 42.096°N,2.419°E | UP-CC-2  | Cabrerès-Puigsacalm          |
| Capçaleres del Llobregat  | Paisatge de muntanya, amb forts plegaments alpins que li confereixen un cert aspecte abrupte i escarpat. Els nuclis de població són menuts, però ben repartits pel territori. |                   | Gósol, Gisclareny, Cercs, Bagà, Castellar de n'Hug, Saldes, la Pobla de Lillet, Guardiola de Berguedà, Vallcebre, la Nou de Berguedà, Borredà, Vilada (Berguedà, Ripollès) 42° 13′ N, 1° 54′ E / 42.22°N,1.90°E | UP-CC-4  | Capçaleres del Llobregat     |
| Conca d'Òdena             | Àrea excavada per l'erosió del riu Anoia i els seus afluents, rodejada per diversos turons i serres d'alçada moderada. Hi destaquen els conreus de secà, la trama urbana d'Igualada, nombroses fàbriques antigues i polígons industrials i de serveis més recents.                                                                                        |                   | Igualada, Òdena, Castellolí, Vilanova del Camí, Santa Margarida de Montbui, Sant Martí de Tous, Jorba, Copons, Rubió, Castellfollit del Boix (Anoia, Bages) 41° 37′ N, 1° 37′ E / 41.61°N,1.62°E | UP-CC-6  | Conca d'Òdena                |
| Conca salina              | Paisatge força muntanyós, amb valls i serrats de poca volada; en alguns punts destaquen els runams salins, testimoni de l'extracció minera de sal sòdica i potàssica. |                   | Cardona, Súria, Sallent, Balsareny, Castellnou de Bages (Bages) 41° 50′ 42″ N, 1° 48′ 32″ E / 41.845°N,1.809°E | UP-CC-7  | Conca salina                 |
| Lluçanès                  | Paisatge obert, suaument ondulat i parcialment recobert per una vegetació humida i esponerosa vora de les diverses rieres que el travessen. Forma un mosaic de camps i bosquets que acull nuclis de població no gaire grans i distribuïts. |                   | Prats de Lluçanès, Olost, Sant Bartomeu del Grau, Avinyó, Perafita, Sant Boi de Lluçanès, Sant Martí d'Albars, Lluçà, Santa Maria de Merlès, Sant Feliu Sasserra, Oristà (Osona, Bages, Berguedà) 41° 50′ 42″ N, 1° 48′ 32″ E / 41.845°N,1.809°E | UP-CC-10 | Lluçanès                     |
| El Moianès                | Altiplà elevat amb petits pobles i masies aïllades, on predomina el conreu cerealista amb boscúries humides d'alzines, roures i pi roig en la perifèria. |                   | Moià, Calders, Monistrol de Calders, Muntanyola, l'Estany, Castellterçol, Castellcir, Sant Quirze Safaja, Granera (Bages, Vallès Oriental, Osona) 41° 49′ N, 2° 06′ E / 41.81°N,2.10°E | UP-CC-11 | El Moianès                   |
| Montserrat                | Muntanya emblemàtica de conglomerats molt consolidats i amb un relleu característic amb nombroses cingleres i agulles arrodonides. La vegetació d'alzinar muntanyenc a les canals ombrívoles i de brolla a les parts baixes i més exposades. |                   | Monistrol de Montserrat, Castellolí, Marganell (Bages, Anoia, Baix Llobregat) 41° 36′ 32″ N, 1° 47′ 38″ E / 41.609°N,1.794°E | UP-CC-13 | Montserrat · Vegeu més fotos |
| Rubió-Castelltallat-Pinós | Successió de diferents serralades de muntanya mitjana, amb orientacions paral·leles d'est a oest, on destaquen el mosaic entre boscos i camps i la presència d'alguns poblets, masies aïllades i torres de guàrdia. |                   | Aguilar de Segarra, Fonollosa, Sant Mateu de Bages (Bages) 41° 48′ N, 1° 40′ E / 41.80°N,1.66°E | UP-CC-14 | Rubió-Castelltallat-Pinós    |
| Pla de Bages              | Relleu planer, tot i alguns turons i el pas del Cardener i el Llobregat, origen d'una important indústria. Tradicionalment, l'agricultura, de secà i de regadiu, ha estat l'ocupació principal de la zona, però ha anat cedint pas al creixement de zones residencials, infraestructures i polígons industrials al voltant de Manresa i els pobles veïns. |                   | Artés, Santpedor, Sant Fruitós de Bages, Navarcles, Callús, Sant Joan de Vilatorrada, Manresa, el Pont de Vilomara i Rocafort, Sant Vicenç de Castellet, Castellgalí, Sant Salvador de Guardiola, Marganell, Rajadell (Bages) 41° 43′ N, 1° 49′ E / 41.72°N,1.81°E                                                                                       | UP-CC-15 | Pla de Bages                 |
| Plana de Vic              | Plana intensament conreada i molt poblada on coincideixen nuclis urbans, zones industrials, camps de conreu, explotacions ramaderes i alguns turons testimoni. El riu Ter travessa bona part de la plana i ha facilitat el desenvolupament industrial de nuclis riberencs.                                                                                |                   | Sant Pere de Torelló, Sant Vicenç de Torelló, Torelló, Sant Hipòlit de Voltregà, Manlleu, Santa Cecília de Voltregà, Roda de Ter, Gurb, Vic, Calldetenes, Folgueroles, Santa Eulàlia de Riuprimer, Malla, Taradell, Tona, Seva, Centelles (Osona) 41° 57′ N, 2° 16′ E / 41.95°N,2.26°E                                                                   | UP-CC-17 | Plana de Vic                 |
| Replans del Berguedà      | El riu Llobregat travessa la unitat de nord a sud i acull a la seva vora poblacions amb un passat industrial recent. Les parts més allunyades del riu, amb turons boscosos, rieres i replans conreats, són menys poblades i acullen poblets i masies que centren la seva economia en les activitats agropecuàries.                                        |                   | Berga, Avià, Montmajor, l'Espunyola, Montclar, Casserres, Gironella, Olvan, Santa Maria de Merlès, Puig-reig, Navàs (Berguedà) 42° 00′ N, 1° 53′ E / 42.00°N,1.88°E | UP-CC-18 | Replans del Berguedà         |
| Replans del Solsonès      | Contraforts muntanyosos del Prepirineu, coberts de boscos, format per una successió de serrats i replans de vocació agrària i forestal, travessats pel riu Cardener. A excepció de la ciutat de Solsona, el poblament hi és dispers i de poca entitat, organitzat principalment en grans masies.                                                          |                   | Solsona, Pinell de Solsonès, Llobera, Olius, Riner, Clariana de Cardener, Navès (Solsonès) 41° 59′ N, 1° 32′ E / 41.98°N,1.54°E | UP-CC-19 | Replans del Solsonès         |
| Ribera Salada             | Muntanya mitjana amb les valls de la ribera Salada i els seus afluents. Hi domina el bosc i, als replans, els camps de conreu. No hi ha gaires nuclis urbans: el poblament és ben dispers, en forma de grans masies. |                   | Odèn, Lladurs, Castellar de la Ribera, Bassella (Solsonès, Alt Urgell) 42° 05′ N, 1° 26′ E / 42.09°N,1.44°E | UP-CC-20 | Ribera Salada                |
| Serres d'Ancosa           | Serres encinglerades, cims planers i depressions. Destaquen les alineacions calcàries fortament plegades i poblades per pins i matollars, i les depressions argiloses dedicades al cereal, on hi ha la majoria de masies i pobles. |                   | La Llacuna, Mediona, Pontons (Alt Penedès, Anoia) 41° 28′ 39″ N, 1° 32′ 25″ E / 41.477374°N,1.540378°E | UP-CC-23 | Serres d'Ancosa              |
| Valls de Lord             | Zona de relleu abrupte i acinglerat on domina un paisatge de muntanya alta al nord, amb una vegetació força densa i alguns prats. Al sud, alguns altiplans i serres formen un paisatge de muntanya mitjana. |                   | La Coma i la Pedra, Sant Llorenç de Morunys, Capolat, Guixers (Solsonès, Berguedà) 42° 09′ N, 1° 40′ E / 42.15°N,1.67°E | UP-CC-25 | Valls de Lord                |
| Valls de l'Anoia          | Paisatge agroforestal, molt ondulat i marcat pel pas de l'Anoia i el Riudebitlles. S'hi conrea vinya, cereal i alguns fruiters de secà. Les indústries i els molins a les terrasses fluvials i els grans cellers de cava al camp completen aquest paisatge.                                                                                               |                   | Masquefa, Piera, els Hostalets de Pierola, Cabrera d'Anoia, Vallbona d'Anoia, Capellades, la Torre de Claramunt, la Pobla de Claramunt, Carme, Sant Sadurní d'Anoia, Sant Esteve Sesrovires, Gelida, Sant Pere de Riudebitlles, Sant Quintí de Mediona, Sant Llorenç d'Hortons (Anoia, Alt Penedès, Baix Llobregat) 41° 31′ N, 1° 47′ E / 41.51°N,1.79°E | UP-CC-26 | Valls de l'Anoia             |

Comparteix part de Sant Llorenç del Munt, l'Obac i el Cairat, Cingles de Bertí i Gallifa, i Montseny amb la Regió Metropolitana de Barcelona; part de les Guilleries amb les Comarques Gironines; part de Costers de la Segarra i Vall del Llobregós amb les Terres de Lleida.

## Comarques Gironines
| Nom                   | Trets distintius | Superfície / Usos                                           | Localització | Codi     | Imatge                               |
| --------------------- | --- | ----------------------------------------------------------- | --- | -------- | ------------------------------------ |
| Alta Garrotxa         | Muntanyam calcari format per cingleres, serres agrestes i escarpades. Gorges, barrancs i saltants d'aigua, del Llierca i de la Muga. Varietat d'ambients forestals. Ermites, petites esglésies i petits pobles disseminats.                                         | 38.745 ha 95,5% vegetació 4,3% agrícola 0,2% construït      | Albanyà, Argelaguer, Montagut i Oix, Sales de Llierca, Tortellà i part d'altres (Garrotxa, Alt Empordà i Ripollès) 42° 17′ N, 2° 35′ E / 42.28°N,2.58°E | UP-CG-1  | Alta Garrotxa                        |
| Ardenya-Cadiretes     | Costa alta de grans penya-segats articulats amb petites cales, moltes urbanitzades. Vegetació molt densa i compacta, boscos de suros, alzines i pins. Centres turístics a la costa i urbanitzacions en el paisatge forestal.                                        | 22.501 ha 83% vegetació 4% agrícola 13% construït           | Blanes, Lloret de Mar, Sant Feliu de Guíxols, Tossa de Mar i part d'altres (Selva, Baix Empordà, Gironès i Maresme) 41° 46′ N, 2° 55′ E / 41.77°N,2.91°E | UP-CG-2  | Ardenya-Cadiretes                    |
| Els Aspres            | Serres baixes, suaument ondulades. Boscos característics de suredes, zones vitivinícoles. Petits nuclis de població d'origen medieval. | 18.392 ha 83% vegetació 4% agrícola 13% construït           | Agullana, Cantallops, Campmany, Darnius, Espolla, la Jonquera, Masarac, Mollet de Peralada, Rabós, Sant Climent Sescebes, Vilamaniscle (Alt Empordà) 42° 22′ 37″ N, 2° 56′ 56″ E / 42.377°N,2.949°E | UP-CG-3  | Els Aspres                           |
| Alt Ter               | Muntanya mitjana de serres i valls paral·leles articulades pel riu Ter i el Freser amb colònies industrials. Boscos caducifolis i pinedes montanes. | 41.887 ha 95% vegetació 4% agrícola 1% construït            | Campdevànol, Campelles, Gombrèn, les Llosses, Ogassa, Ripoll, Sant Joan de les Abadesses, Sant Pau de Segúries, Vallfogona del Ripollès (Ripollès i Garrotxa) 42° 13′ N, 2° 14′ E / 42.22°N,2.24°E | UP-CG-4  | Alt Ter                              |
| Cap de Creus          | Litoral rocós amb grans penya-segats, articulat per cales i petites badies. Muntanya mediterrània amb relleus de poca alçada. Grans extensions de brolles, vinyes i oliveres.                                                                                       | 19.086 ha 93% vegetació 3% agrícola 4% construït            | Cadaqués, Colera, el Port de la Selva, la Selva de Mar, Llançà, Palau-saverdera, Portbou, Vilajuïga (Alt Empordà) 42° 19′ 26″ N, 3° 10′ 26″ E / 42.324°N,3.174°E | UP-CG-6  | Cap de Creus · Vegeu més fotos       |
| Costa Brava           | Alternança de serres, valls i planes. Costa escarpada, rocosa, amb penya-segats, que s'obre per donar lloc a cales i badies. Coberta forestal densa, de pinedes, alzinars i suredes. Gran desenvolupament turístic.                                                 | 11.799 ha 40% vegetació 32% agrícola 27% construït 1% aigua | Begur, Calonge, Castell-Platja d'Aro, Mont-ras, Palafrugell, Palamós, Regencós, i Vall-llobrega (Baix Empordà) 41° 52′ 34″ N, 3° 08′ 13″ E / 41.876°N,3.137°E | UP-CG-7  | Costa Brava · Vegeu més fotos        |
| Empordanet - Baix Ter | Paisatge mediterrani de muntanya baixa calcària amb brolles i garrigues. Plana al·luvial del curs baix del riu Ter. Litoral amb cordons dunars, llacunes i maresmes. Paisatge agrícola ric i divers.                                                                | 23.127 ha 28% vegetació 66% agrícola 5% construït 1% aigua  | Corçà, Foixà, Fontanilles, Forallac, Gualta, Jafre, Palau-sator, Pals, Parlavà, Rupià, Serra de Daró, Torrent, Torroella de Montgrí, Ullà, Ullastret, Ultramort i Verges (Alt Empordà i Baix Empordà) 42° 01′ N, 3° 07′ E / 42.01°N,3.12°E | UP-CG-9  | Empordanet - Baix Ter                |
| Estany de Banyoles    | Paisatge lacustre de l'estany, urbà, agroforestal històric articulat per masies, veïnats i petits nuclis rurals, i granges agro-ramaderes. | 11.015 ha 29% vegetació 61% agrícola 9% construït 1% aigua  | Banyoles, Camós, Cornellà del Terri, Esponellà, Fontcoberta, Maià de Montcal, Palol de Revardit, Serinyà (Pla de l'Estany, Garrotxa i Gironès) 42° 06′ 47″ N, 2° 47′ 02″ E / 42.113°N,2.784°E | UP-CG-10 | Estany de Banyoles · Vegeu més fotos |
| Garrotxa d'Empordà    | Muntanya baixa de transició amb alternança de serres i valls. Coberta forestal que predomina cap a l'oest. Sòl agrari a les planes del riu Manol. Trama urbana d'origen medieval.                                                                                   | 20.785 ha 72% vegetació 27% agrícola 1% construït           | Avinyonet de Puigventós, Biure, Boadella i les Escaules, Cabanelles, Crespià, Lladó, Llers, Pont de Molins, Terrades i Vilanant (Alt Empordà, Garrotxa i Pla de l'Estany) 42° 17′ N, 2° 51′ E / 42.28°N,2.85°E | UP-CG-11 | Garrotxa d'Empordà                   |
| Les Gavarres          | Muntanya baixa mediterrània amb predomini forestal de suredes, alzinars i pinedes amb màquies i brolles. Àrees agrícoles en les terrasses al·luvials del Ter. Nuclis de població a les àrees perifèriques.                                                          | 39.159 ha 86% vegetació 12% agrícola 2% construït           | Bordils, Cassà de la Selva, Celrà, Corçà, Flaçà, Juià, la Bisbal d'Empordà, la Pera, Madremanya, Quart, Rupià, Sant Martí Vell (Baix Empordà i Gironès) 41° 56′ N, 2° 58′ E / 41.93°N,2.97°E | UP-CG-12 | Les Gavarres · Vegeu més fotos       |
| Les Guilleries        | Muntanya baixa i mitjana de materials granítics. Predomini de les cobertes forestals. Plantacions d'espècies forestals amb aprofitaments industrials. Grans embassaments de Sau, Susqueda i el Pasteral.                                                            | 39.634 ha 93% vegetació 4% agrícola 2% construït 1% aigua   | Anglès, Arbúcies, Hostalric, Massanes, Osor, Riudarenes, Sant Feliu de Buixalleu, Sant Hilari Sacalm, Santa Coloma de Farners, Vilanova de Sau, Espinelves (Selva, Osona) 41° 53′ N, 2° 35′ E / 41.88°N,2.58°E | UP-CG-13 | Les Guilleries                       |
| Pla de Girona         | Mosaic agroforestal de conreus herbacis i clapes de bosc mixt. Paisatge condicionat per l'àrea urbana de Girona amb grans infraestructures de transport i comunicacions, i paisatges periurbans diversos.                                                           | 10.975 ha 32% vegetació 45% agrícola 23% construït          | Aiguaviva, Bescanó, Fornells de la Selva, Girona, Llambilles, Quart, Riudellots de la Selva, Salt, Sant Gregori, Sarrià de Ter (Gironès, la Selva i Pla de l'Estany) 41° 58′ N, 2° 48′ E / 41.97°N,2.80°E | UP-CG-16 | Pla de Girona                        |
| Plana de l'Empordà    | Plana agrícola oberta al mar i envoltada per un amfiteatre de muntanyes. Sediments al·luvials dels rius Muga i Fluvià. Zona humida d'aiguamolls d'importància internacional. Desenvolupament urbanístic en l'eix Figueres-Roses.                                    | 41.510 ha 11% vegetació 80% agrícola 9% construït 1% aigua  | Albons, Borrassà, Cabanes, Castelló d'Empúries, el Far d'Empordà, Figueres, Fortià, Garrigàs, l'Armentera, l'Escala, Masarac, Pedret i Marzà, Peralada, Riumors, Roses, Sant Miquel de Fluvià, Sant Pere Pescador, Santa Llogaia d'Àlguema, Siurana, Torroella de Fluvià, Ventalló, Vilabertran, Viladamat, Vilafant, Vilamacolum, Vilamalla i Vila-sacra (Alt Empordà i Baix Empordà) 42° 14′ N, 3° 02′ E / 42.23°N,3.04°E | UP-CG-17 | Plana de l'Empordà                   |
| Plana de la Selva     | Plana suaument ondulada entre les muntanyes amb paisatge agroforestal i clapes de bosc. Empremta d'activitat volcànica. Àrees endorreiques amb zones humides i inundables. Àrees industrials i de serveis vinculades a l'aeroport i el corredor d'infraestructures. | 35.283 ha 45% vegetació 47% agrícola 8% construït           | Brunyola i Sant Martí Sapresa, Caldes de Malavella, Campllong, Cassà de la Selva, Llagostera, Maçanet de la Selva, Sant Andreu Salou, Santa Coloma de Farners, Sils, Vidreres i Vilobí d'Onyar (Selva i Gironès) 41° 50′ N, 2° 48′ E / 41.84°N,2.80°E | UP-CG-18 | Plana de la Selva                    |
| Rocacorba             | Muntanyes amb densa coberta forestal i cingleres escèniques. Vall del Llémena i plans de Canet d'Adri amb paisatge rural poc alterat. Turons volcànics destacats.                                                                                                   | 27.267 ha 84% vegetació 15% agrícola 1% construït           | Amer, Canet d'Adri, Palol de Revardit, Porqueres, Sant Aniol de Finestres, Sant Julià del Llor i Bonmatí, Sant Martí de Llémena, Sant Miquel de Campmajor (Gironès, Pla de l'Estany, Selva i Garrotxa) 42° 04′ N, 2° 41′ E / 42.07°N,2.69°E | UP-CG-19 | Rocacorba · Vegeu més fotos          |
| Salines-l'Albera      | Serres escèniques de l'Alt Empordà. Xarxa hidrogràfica formada per molts rius, rieres i torrents. Boscos caducifolis i alzines, matollars i prats de pastura. | 17.579 ha 97% vegetació 2% agrícola 1% construït            | Cantallops, Espolla, la Jonquera, la Vajol, Maçanet de Cabrenys (Alt Empordà) 42° 26′ 10″ N, 2° 53′ 49″ E / 42.436°N,2.897°E | UP-CG-20 | Salines-l'Albera                     |
| Terraprims            | Terreny ondulat solcat per torrents i rieres. Mosaics agroforestals de camps de cereals i pinedes de pi blanc amb alzines. Plana fluvial del Ter amb conreus de regadiu. Poblament dispers.                                                                         | 29.501 ha 45% vegetació 51% agrícola 3% construït 1% aigua  | Bàscara, Cervià de Ter, Colomers, Esponellà, Garrigoles, Jafre, Navata, Palau de Santa Eulàlia, Sant Jordi Desvalls, Sant Mori, Saus, Camallera i Llampaies, Viladasens, Vilademuls, Vilaür i Vilopriu (Alt Empordà, Pla de l'Estany, Baix Empordà i Gironès) 42° 08′ N, 2° 55′ E / 42.14°N,2.92°E | UP-CG-21 | Terraprims                           |
| Vall de Camprodon     | Alta muntanya amb modelat glacial i boscos de pi negre, neretars i prats alpins. Els cursos fluvials del Ter i el Ritort articulen les vies de comunicació. | 19.118 ha 98% vegetació 1% agrícola 1% construït            | Camprodon, Llanars, Molló, Setcases i Vilallonga de Ter (Ripollès) 42° 21′ N, 2° 20′ E / 42.35°N,2.33°E | UP-CG-22 | Vall de Camprodon                    |
| Valls d'Olot          | Muntanya mitjana articulada pels rius Fluvià i Ser. Morfologies produïdes pel vulcanisme quaternari. Mosaic de conreus, pastures, boscos, masies i petits nuclis urbans.                                                                                            | 40.935 ha 75% vegetació 22% agrícola 3% construït           | Besalú, Castellfollit de la Roca, la Vall de Bianya, la Vall d'en Bas, les Planes d'Hostoles, les Preses, Mieres, Olot, Riudaura, Sant Feliu de Pallerols, Sant Ferriol, Sant Jaume de Llierca, Sant Joan les Fonts, Santa Pau (Garrotxa, Pla de l'Estany i Ripollès) 42° 08′ N, 2° 32′ E / 42.14°N,2.53°E | UP-CG-23 | Valls d'Olot                         |
| Valls del Freser      | Alta muntanya pirinenca articulada pel riu Freser. Prats alpins i mosaic de boscos caducifolis i prats de dall dels fons de vall. Petits nuclis de població. | 21.834 ha 98,3% vegetació 1,3% agrícola 0,4% construït      | Pardines, Planoles, Queralbs, Ribes de Freser, Toses (Ripollès) 42° 20′ N, 2° 07′ E / 42.34°N,2.12°E | UP-CG-24 | Valls del Freser                     |

Comparteix part de Baixa Tordera, Serra de Marina, Montseny i Baix Montseny amb la Regió Metropolitana de Barcelona, i part de les Capçaleres del Llobregat i Cabrerès-Puigsacalm amb les Comarques Centrals.

## Regió Metropolitana de Barcelona
| Nom                                       | Trets distintius | Superfície / Usos | Localització | Codi     | Imatge                                    |
| ----------------------------------------- | --- | ----------------- | --- | -------- | ----------------------------------------- |
| Plana del Penedès                         | Paisatge obert de plana agrícola, suaument ondulada, dominat per l'agricultura de vinya de parcel·les petites, amb suaus elevacions i torrents intercalats. Grans infraestructures de comunicació creuen la part més planera.                                                                                                  |                   | Font-rubí, Sant Martí Sarroca, Vilobí del Penedès, el Pla del Penedès, Santa Fe del Penedès, la Granada, les Cabanyes, Pacs del Penedès, Sant Cugat Sesgarrigues, Vilafranca del Penedès, Santa Margarida i els Monjos, Castellví de la Marca, Subirats (Alt Penedès) 41° 22′ N, 1° 41′ E / 41.37°N,1.69°E | UP-MB-3  | Plana del Penedès                         |
| Garraf                                    | Massís calcari amb fondos o barrancs enfonsats i algunes planes argiloses. Vegetació de màquia litoral, arbustos i margalló, juntament amb boscos de pi blanc. Diverses urbanitzacions i nuclis urbans voregen l'àmbit. |                   | Olesa de Bonesvalls, Begues, Olivella, Olèrdola, Canyelles (Garraf, Alt Penedès, Baix Llobregat) 41° 19′ N, 1° 49′ E / 41.31°N,1.81°E | UP-MB-5  | Garraf · Vegeu més fotos                  |
| Muntanyes d'Ordal                         | Paisatge muntanyós poblat per pins i alzines i solcat per torrents tributaris del Llobregat, amb cingleres i superfícies planes aixecades. Diverses urbanitzacions esquitxen el paisatge. |                   | Vallirana, Corbera de Llobregat, Sant Vicenç dels Horts, Cervelló, Torrelles de Llobregat, Sant Climent de Llobregat, la Palma de Cervelló (Baix Llobregat) 41° 22′ 26″ N, 1° 58′ 12″ E / 41.374°N,1.970°E | UP-MB-6  | Muntanyes d'Ordal                         |
| Plana del Garraf                          | Extensa plana litoral encerclada per relleus calcaris. A la façana costanera hi ha nuclis urbans, penya-segats i platges, i a l'interior, conreus de vinya i fruiters de secà que van cedint terreny davant la intensa urbanització.                                                                                           |                   | Vilanova i la Geltrú, Sitges, Sant Pere de Ribes i Cubelles (Garraf) 41° 14′ 10″ N, 1° 45′ 00″ E / 41.236°N,1.750°E | UP-MB-7  | Plana del Garraf                          |
| Pla de Montserrat                         | Plana entre les serralades litoral i prelitoral, solcat pel Llobregat i la riera de la Magarola. El paisatge és dominat per grans polígons industrials, nuclis urbans i urbanitzacions. |                   | Collbató, Martorell, Esparreguera, Olesa de Montserrat, Abrera (Baix Llobregat) 41° 31′ 34″ N, 1° 53′ 56″ E / 41.526°N,1.899°E | UP-MB-9  | Pla de Montserrat                         |
| Vall Baixa del Llobregat                  | Plana d'inundació i terrasses baixes del riu Llobregat. La vall ha estat ocupada per un corredor d'infraestructures, diversos nuclis urbans i polígons industrials. La presència dels conreus d'horta i fruiters, abans abundant, ha quedat reduïda als dos costats del riu.                                                   |                   | Santa Coloma de Cervelló, Sant Vicenç dels Horts, Sant Andreu de la Barca, Molins de Rei, Pallejà (Baix Llobregat) 41° 23′ 53″ N, 2° 01′ 08″ E / 41.398°N,2.019°E | UP-MB-10 | Vall Baixa del Llobregat                  |
| Delta del Llobregat                       | Plana on encara té força pes l'agricultura d'horta o reg, malgrat la pressió de les infraestructures, els polígons i els nuclis urbans. A la franja costanera hi ha importants llacunes i aiguamolls, abans abundants. |                   | El Prat de Llobregat, Sant Boi de Llobregat, Viladecans, Gavà i Castelldefels (Baix Llobregat) 41° 18′ 04″ N, 2° 02′ 20″ E / 41.301°N,2.039°E | UP-MB-11 | Delta del Llobregat · Vegeu més fotos     |
| Sant Llorenç del Munt, l'Obac i el Cairat | Paisatge abrupte d'un rocam conglomerat vermellós, que forma uns cims arrodonits característics. Hi predomina el bosc. |                   | Matadepera, Vacarisses, Sant Llorenç Savall, Rellinars, Mura, Talamanca (Vallès Occidental, Bages) 41° 37′ 30″ N, 1° 59′ 56″ E / 41.625°N,1.999°E | UP-MB-12 | Sant Llorenç del Munt, l'Obac i el Cairat |
| Cingles de Bertí i Gallifa                | Cingleres calcàries, amb gresos vermells intercalats. Zones amb roca nua fins a zones molt forestades, generalment amb pinedes. A peu de cinglera hi ha nombroses urbanitzacions. |                   | Sant Feliu de Codines, Sant Quirze Safaja, Gallifa (Vallès Oriental, Vallès Occidental) 41° 42′ 32″ N, 2° 09′ 43″ E / 41.709°N,2.162°E | UP-MB-14 | Cingles de Bertí i Gallifa                |
| Montseny                                  | Massís dominant de la serralada prelitoral. Relleu abrupte i frondoses boscúries, amb vegetació de muntanya mediterrània humida i centreeuropea. |                   | Aiguafreda, Figaró-Montmany, Montseny, Arbúcies, Viladrau, el Brull (Vallès Oriental, Selva, Osona) 41° 46′ 12″ N, 2° 25′ 01″ E / 41.770°N,2.417°E | UP-MB-15 | Montseny                                  |
| Xaragalls del Vallès                      | Profundes barrancades que alternen amb carenes en forma d'esquena d'ase que suporten les carreteres i nombroses urbanitzacions. L'activitat agrícola se circumscriu a les fondalades i la vegetació natural, molt alterada, es compon, bàsicament, de pinedes i matollars.                                                     |                   | Castellbisbal, Viladecavalls i Ullastrell (Vallès Occidental) 41° 30′ 47″ N, 1° 58′ 08″ E / 41.513°N,1.969°E | UP-MB-16 | Xaragalls del Vallès                      |
| Plana del Vallès                          | Plana ondulada de petites carenes i valls que està urbanitzada en franges, seguint les valls fluvials i els principals eixos de comunicació. Grans polígons industrials i logístics a les parts més planeres, i retalls forestals en les parts més enlairades.                                                                 |                   | Terrassa, Sabadell, Rubí, Sant Cugat del Vallès, Sant Quirze del Vallès, Barberà del Vallès, Badia del Vallès, Castellar del Vallès, Sentmenat, Palau-solità i Plegamans, Santa Perpètua de Mogoda, Ripollet, Polinyà, Parets del Vallès, Lliçà d'Amunt, Lliçà de Vall, Canovelles, Granollers, Cerdanyola del Vallès, Mollet del Vallès, l'Ametlla del Vallès, la Garriga, Cardedeu, Llinars del Vallès, Sant Antoni de Vilamajor, Caldes de Montbui (Vallès Occidental, Vallès Oriental) 41° 36′ N, 2° 13′ E / 41.60°N,2.21°E | UP-MB-17 | Plana del Vallès                          |
| Baix Montseny                             | Franja de pendent moderat, majoritàriament boscosa, tret del fons de les valls principals, en què els conreus herbacis i les pollancredes alternen amb els usos residencials i industrials. |                   | Sant Celoni, Santa Maria de Palautordera, Sant Esteve de Palautordera, Breda, Riells i Viabrea (Vallès Oriental, Selva) 41° 43′ 19″ N, 2° 30′ 50″ E / 41.722°N,2.514°E | UP-MB-18 | Baix Montseny                             |
| Collserola                                | Muntanya metropolitana isolada i envoltada de teixit urbà i industrial. Vegetació de brolla i pineda esclarissada al solell i alzinar amb roures a l'obac. |                   | Urbanitzacions de Barcelona i Sant Cugat del Vallès (Barcelonès, Vallès Occidental) 41° 26′ N, 2° 06′ E / 41.44°N,2.10°E | UP-MB-19 | Collserola · Vegeu més fotos              |
| Serra de Marina                           | Serralada litoral contínua que separa la plana vallesana del litoral. Relleus arrodonits per la roca essencialment granítica, vegetació de pineda. |                   | Vallgorguina, Dosrius, Òrrius, Vallromanes, Martorelles, Santa Maria de Martorelles, Sant Fost de Campsentelles, Sant Iscle de Vallalta, Sant Cebrià de Vallalta (Vallès Oriental, Maresme) 41° 38′ 10″ N, 2° 29′ 17″ E / 41.636°N,2.488°E | UP-MB-20 | Serra de Marina · Vegeu més fotos         |
| Pla de Barcelona                          | Paisatge urbà continu que inclou des de terrenys planers dels al·luvions del Llobregat i el Besòs fins a turons i terrenys més o menys ondulats de la falda de la serralada litoral. |                   | Barcelona, l'Hospitalet de Llobregat, Badalona, Santa Coloma de Gramenet, Sant Adrià de Besòs, Cornellà de Llobregat, Esplugues de Llobregat, Sant Joan Despí (Barcelonès, Baix Llobregat) 41° 24′ 07″ N, 2° 10′ 16″ E / 41.402°N,2.171°E | UP-MB-21 | Pla de Barcelona                          |
| Baix Maresme                              | Plana litoral i el solell de relleu més amable de la serralada litoral. Un continu urbà ressegueix la costa i les petites valls de rieres connecten els nuclis de mar amb els de muntanya. A les parts baixes es manté l'agricultura d'hivernacle, mentre que als vessants i a les parts altes hi ha pinedes, brolles i vinya. |                   | Mataró, Premià de Mar, Premià de Dalt, el Masnou, Vilassar de Mar, Vilassar de Dalt, Argentona, Alella, Montgat, Tiana, Teià, Cabrils, Cabrera, Sant Andreu de Llavaneres, Sant Vicenç de Montalt, Caldes d'Estrac (Maresme) 41° 32′ 56″ N, 2° 23′ 42″ E / 41.549°N,2.395°E | UP-MB-22 | Baix Maresme                              |
| Alt Maresme                               | Paisatge de costa granítica amb alguns penya-segats i una plana litoral estreta, ocupada per poblacions turístiques i infraestructures. L'activitat agrícola, actualment residual, es caracteritzava pels hivernacles amb maduixots a mig vessant, enmig d'un vigorós terreny forestal.                                        |                   | Pineda de Mar, Malgrat de Mar, Santa Susanna, Calella, Sant Pol de Mar, Arenys de Mar, Arenys de Munt, Canet de Mar (Maresme) 41° 37′ 30″ N, 2° 39′ 22″ E / 41.625°N,2.656°E | UP-MB-23 | Alt Maresme                               |
| Baixa Tordera                             | Plana al·luvial aprofitada tant per a l'agricultura de reg com per a la plantació de pollancredes, així com per diverses indústries. La unitat és creuada per nombroses infraestructures. |                   | Tordera i Palafolls (Maresme, Selva) 41° 41′ 24″ N, 2° 44′ 28″ E / 41.690°N,2.741°E | UP-MB-24 | Baixa Tordera                             |

Comparteix part del Montmell amb el Camp de Tarragona, part d'Ardenya-Cadiretes amb les Comarques Gironines i part del Moianès, Valls d'Anoia, Serres d'Ancosa i Montserrat amb les Comarques Centrals.

## Terres de l'Ebre
| Nom                                  | Trets distintius | Superfície / Usos                                           | Localització | Codi     | Imatge                               |
| ------------------------------------ | --- | ----------------------------------------------------------- | --- | -------- | ------------------------------------ |
| Costers de l'Ebre                    | Clima mediterrani subàrid. Territori forestal amb alguns conreus de secà als fons de vall i de regadiu a les terrasses fluvials. Doble poblament a la vora del riu i en terres planes elevades de conreu.                            | 60.160 ha 61% vegetació 34% agrícola 2% construït 2% aigües | Ascó, Flix, Riba-roja d'Ebre, la Palma d'Ebre, la Torre de l'Espanyol, Vinebre, Bovera (Ribera d'Ebre, Terra Alta, Segrià i Garrigues) 41° 14′ N, 0° 31′ E / 41.24°N,0.52°E         | UP-TE-1  | Costers de l'Ebre                    |
| Altiplà de la Terra Alta             | Altiplà amb suaus ondulacions. Domina l'espai agroforestal sobretot pel conreu de la vinya amb sectors d'olivera i ametller. | 29.683 ha 36% vegetació 62% agrícola 2% construït           | Bot, Gandesa, Corbera d'Ebre, la Fatarella, Vilalba dels Arcs, Batea, la Pobla de Massaluca (Terra Alta) 41° 05′ N, 0° 23′ E / 41.09°N,0.39°E                                       | UP-TE-2  |                                      |
| Serra del Tormo                      | Baixa muntanya mediterrània, relleu abrupte i cingleres panoràmiques de la serra de la Figuera. Vegetació de brolles de romaní i pinedes de pi blanc. Xarxa minsa de barrancs i torrents, l'Ebre creua el Pas de l'Ase.              | 13.436 ha 81% vegetació 15% agrícola 1% construït 3% aigües | La Figuera, el Molar, el Lloar, Garcia (Priorat, Ribera d'Ebre, Terra Alta) 41° 10′ N, 0° 40′ E / 41.17°N,0.66°E                                                                    | UP-TE-3  | Serra del Tormo                      |
| Riberes de l'Algars                  | Barrancs i valls que descendeixen de les serres al riu Algars. Al sud, els Plans d'Horta amb agricultura de secà. Paisatge agroforestal amb conreu tradicional de cereals, vinya i olivera.                                          | 14.173 ha 53% vegetació 44% agrícola 2% construït 1% aigües | Caseres, Horta de Sant Joan, Arnes (Terra Alta) 41° 00′ 32″ N, 0° 18′ 29″ E / 41.009°N,0.308°E                                                                                      | UP-TE-4  | Riberes de l'Algars                  |
| Serres de Pàndols-Cavalls            | Relleu abrupte i altituds moderades amb unes morfologies singulars. Predomini del paisatge forestal i arbustiu acompanyat de brolles i garrigues.                                                                                    | 8.673 ha 53% vegetació 44% agrícola 2% construït 1% aigües  | Prat de Comte i zones de Benissanet, Bot, Corbera d'Ebre, Gandesa, Horta de Sant Joan, el Pinell de Brai (Ribera d'Ebre, Terra Alta) 41° 01′ 34″ N, 0° 27′ 07″ E / 41.026°N,0.452°E | UP-TE-5  | Serres de Pàndols-Cavalls            |
| Cubeta de Móra                       | Relleu pla agrari amb predomini dels conreus de regadiu de fruita dolça. Assentament disseminat proper al riu Ebre herència de les antigues sénies i nuclis urbans compactes.                                                        | 6.840 ha 22% vegetació 64% agrícola 6% construït 5% aigües  | Móra d'Ebre, Móra la Nova, Benissanet, Miravet, Ginestar (Ribera d'Ebre) 41° 05′ N, 0° 37′ E / 41.08°N,0.62°E                                                                       | UP-TE-6  | Cubeta de Móra                       |
| Barrufemes                           | Estret del riu Ebre amb alguns conreus de regadiu i de secà de vinya i olivera a l'altiplà. Boscos de pinedes de pi blanc i brolles de romaní. Formacions sobre roca calcària del riu Canaletes.                                     | 11.459 ha 67% vegetació 27% agrícola 2% construït 3% aigua  | El Pinell de Brai, Benifallet i Miravet (Baix Ebre, Terra Alta i Ribera d'Ebre) 41° 00′ 07″ N, 0° 31′ 12″ E / 41.002°N,0.520°E                                                      | UP-TE-9  | Barrufemes                           |
| Burgans o plana del Burgar           | Fossa tectònica amb un mosaic de cultius i agroforestal. Parcel·les agrícoles petites i estructurades amb murs de pedra en sec, masos i casetes disseminades.                                                                        | 8.159 ha 48% vegetació 48% agrícola 2% construït 2% aigua   | Miravet, Ginestar, Tivissa, Rasquera, el Perelló, Tortosa i l'Ametlla de Mar (Baix Ebre i Ribera d'Ebre) 40° 57′ 29″ N, 0° 39′ 04″ E / 40.958°N,0.651°E                             | UP-TE-10 | Burgans                              |
| Muntanyes de Tivissa-Vandellòs       | Muntanya mediterrània amb relleu agrest i altituds prop de 700 m. Vegetació amb brolles, garrigues termòfiles i alzinars. El riu de Llastres estructura el sector nord, i una xarxa de barrancs al sud. Nuclis urbans petits.        | 20.311 ha 89% vegetació 7% agrícola 2% construït 1% aigua   | Tivissa, Vandellòs i l'Hospitalet de l'Infant (Ribera d'Ebre i Baix Camp) 40° 59′ N, 0° 46′ E / 40.98°N,0.77°E                                                                      | UP-TE-11 | Muntanyes de Tivissa-Vandellòs       |
| Serres de Cardó-el Boix              | Relleu força abrupte i altituds moderades amb nombrosos cingles i profunds barrancs. Grau d'exposició visual elevat des de gran nombre de nuclis de població i infraestructures viàries. Sòl agrícola limitat en petites valls.      | 14.139 ha 83% vegetació 15% agrícola 1% construït 1% aigua  | Rasquera i part de Benifallet, Tivenys, el Perelló i Tortosa (Baix Ebre i Ribera d'Ebre) 40° 54′ 40″ N, 0° 36′ 18″ E / 40.911°N,0.605°E                                             | UP-TE-12 | Serres de Cardó-el Boix              |
| Los Ports                            | Massís de materials calcaris amb relleu molt abrupte. Fons escènic més visible de les Terres de l'Ebre. Vessant oriental molt escarpada i amb moltes cingleres. Vessant occidental amb vegetació abundant, rius i gorgues profundes. | 40.229 ha 91% vegetació 7% agrícola 1% construït 1% aigua   | Alfara de Carles, Mas de Barberans, Paüls i part d'altres (Baix Ebre, Montsià i Terra Alta) 40° 50′ N, 0° 20′ E / 40.83°N,0.34°E                                                    | UP-TE-13 | Los Ports · Vegeu més fotos          |
| Plana del Baix Ebre - Montsià        | Plana amb pendents suaus. Paisatge rural de secà amb predomini d'olivera i desenvolupament de crítics. Important patrimoni construït, torres de defensa i construccions rurals de pedra en sec.                                      | 36.626 ha 10% vegetació 82% agrícola 4% construït 1% aigua  | Roquetes, Masdenverge, Santa Bàrbara, Mas de Barberans, la Galera, la Sénia (Baix Ebre i Montsià) 40° 46′ N, 0° 27′ E / 40.76°N,0.45°E                                              | UP-TE-14 | Plana del Baix Ebre - Montsià        |
| Paisatge fluvial de l'Ebre           | Terrasses fluvials del riu Ebre, canals de reg i zones humides. Paisatge agrícola i paisatge transformat en sòl urbà i infraestructures. Patrimoni cultural vinculat a l'aigua.                                                      | 12.318 ha 49% vegetació 44% agrícola 3% construït 2% aigua  | Xerta, Tivenys, Aldover, Roquetes, Tortosa, Amposta, l'Aldea, Camarles i Sant Carles de la Ràpita (Baix Ebre i Montsià) 40° 44′ 31″ N, 0° 35′ 17″ E / 40.742°N,0.588°E              | UP-TE-15 | Paisatge fluvial de l'Ebre           |
| Vessants de Tivenys - Coll de l'Alba | Pendents suaus estructurades per uns petits barrancs que s'encaminen cap al riu Ebre. Paisatge rural d'oliverars, marges, pinedes, màquies i garrigues. Paisatge semiurbà en les proximitats de Tortosa.                             | 6.314 ha 33% vegetació 58% agrícola 6% construït 1% aigua   | Tivenys i Tortosa (Baix Ebre) 40° 50′ 49″ N, 0° 32′ 31″ E / 40.847°N,0.542°E | UP-TE-16 | Vessants de Tivenys - Coll de l'Alba |
| Litoral del Baix Ebre                | Franja de costa estreta i llarga alternant petits penya-segats, platges pedregoses i nuclis turístics. Interior de muntanyes arbrades, oliveres, barrancs. Parts transformades per urbanitzacions i infraestructures.                | 18.963 ha 26% vegetació 65% agrícola 7% construït 1% aigua  | L'Ampolla, el Perelló, l'Ametlla de Mar (Baix Ebre) 40° 52′ 01″ N, 0° 42′ 58″ E / 40.867°N,0.716°E                                                                                  | UP-TE-17 | Litoral del Baix Ebre                |
| Serres de Montsià-Godall             | Dues serres paral·leles a la costa amb una fossa tectònica que les separa amb importants vies de comunicació. Franja estreta de costa amb sectors de turisme i construcció. Interior agrícola de crítics, oliveres i cereals.        | 18.488 ha 44% vegetació 47% agrícola 6% construït           | Alcanar, Freginals, Godall, Sant Carles de la Ràpita i Ulldecona (Montsià) 40° 37′ N, 0° 30′ E / 40.61°N,0.50°E                                                                     | UP-TE-18 | Serres de Montsià-Godall             |
| Delta de l'Ebre                      | Relleu pla de confluència de medi natural i humà. Gran part de zones naturals protegides. Caràcter agrícola amb conreu d'arròs i construccions disseminades.                                                                         | 30.802 ha 44% vegetació 47% agrícola 6% construït           | Deltebre, Amposta, Sant Jaume d'Enveja, Sant Carles de la Ràpita, l'Aldea, l'Ampolla i Camarles (Baix Ebre i Montsià) 40° 42′ N, 0° 44′ E / 40.70°N,0.73°E                          | UP-TE-19 | Delta de l'Ebre · Vegeu més fotos    |

Comparteix part de Baix Priorat i Serra de Llaberia amb el Camp de Tarragona.

## Terres de Lleida
| Nom                                    | Trets distintius | Superfície / Usos                                            | Localització | Codi     | Imatge                                 |
| -------------------------------------- | --- | ------------------------------------------------------------ | --- | -------- | -------------------------------------- |
| Montsec                                | Conjunt muntanyós de roquissars en dos esglaons i un replà. Congostos de la Noguera Ribagorçana i la Noguera Pallaresa. Cultius en la vall d'Àger i la Conca de Meià. Poblament rural i escàs. | 41.638 ha 82% vegetació 17% agrícola 0,1% construït 1% aigua | Àger, Vilanova de Meià, Sant Esteve de la Sarga, Llimiana (Noguera i Pallars Jussà) 42° 02′ N, 0° 55′ E / 42.04°N,0.92°E | UP-TL-1  | Montsec · Vegeu més fotos              |
| Vall de Rialb                          | Paisatge forestal amb algunes zones on s'han obert tessel·les llaurades enmig dels boscos. Profundament despoblat. Forestal només transformat pel recent pantà de Rialb. | 23.467 ha 84% vegetació 16% agrícola 0% construït 0,2% aigua | La Baronia de Rialb, Tiurana, Abella de la Conca, Isona i Conca Dellà, Coll de Nargó i Peramola (Noguera, Alt Urgell i Pallars Jussà) 42° 03′ N, 1° 10′ E / 42.05°N,1.17°E | UP-TL-2  | Vall de Rialb                          |
| Mig Segre                              | Tram mitjà del riu Segre amb un altiplà amb valls obertes i planeres. Agricultura tradicional de secà que alterna amb regadiu en algunes parcel·les. Viles mercaderes intermediàries entre la plana i la muntanya. | 14.006 ha 45% vegetació 50% agrícola 1% construït 4% aigua   | Artesa de Segre, la Baronia de Rialb, Ponts (Noguera) 41° 56′ N, 1° 08′ E / 41.93°N,1.13°E | UP-TL-3  | Mig Segre                              |
| Serrats de Sanaüja i Llanera           | Muntanya baixa, entre 500 i 1.000 m, amb relleu ondulat i predomini forestal. Poblament dispers, gran nombre de castells i torres de guaita. | 15.547 ha 64% vegetació 36% agrícola 0% construït            | Sanaüja, Biosca i Torà (Segarra i Noguera) 41° 52′ N, 1° 23′ E / 41.87°N,1.39°E | UP-TL-4  | Serrats de Sanaüja i Llanera           |
| Vall del Llobregòs                     | Vall del riu Llobregós i relleus suaus entre el Sió i el Segre amb una estructura longitudinal de materials. Ocupació densa de conreus de secà. Poblament rural dispers. | 28.870 ha 31% vegetació 68% agrícola 1% construït            | Camarasa, Cubells, Foradada, Ponts, Oliola, Cabanabona, Vilanova de l'Aguda, Sanaüja, Biosca, Torà, Ivorra (Segarra i Noguera) 41° 53′ N, 1° 10′ E / 41.88°N,1.17°E | UP-TL-5  | Vall del Llobregòs                     |
| Alt Sió                                | Terres planeres de relleu lleugerament ondulat amb més altitud i vegetació a llevant i conreu de regadiu a ponent. Molins hidràulics d'origen medieval. Poblament dispers i rural, amb Agramunt i Guissona d'origen castral. | 30.525 ha 6% vegetació 91% agrícola 2% construït             | Els Plans de Sió, Agramunt, Puigverd d'Agramunt, Ossó de Sió, Tarroja de Segarra, Torrefeta i Florejacs, Guissona, Sant Guim de la Plana, Massoteres (Segarra, Urgell i Noguera) 41° 46′ 08″ N, 1° 10′ 19″ E / 41.769°N,1.172°E | UP-TL-6  | Alt Sió                                |
| Costers de Segarra                     | Coster occidental de l'altiplà de la Segarra. Conreus herbacis de secà. Poblament força fragmentat en molts nuclis dispersos. Nombrosos castells en turons. Està travessat per un corredor d'infraestructures i comunicacions. | 30.007 ha 14% vegetació 83% agrícola 4% construït            | Talavera, Montoliu de Segarra, Ribera d'Ondara, Sant Guim de Freixenet, les Oluges, Estaràs, Sant Ramon, Granyena de Segarra, Montornès de Segarra, Granyanella, Cervera, Calaf, Calonge de Segarra, Sant Martí Sesgueioles, Argençola, Copons, Veciana, Pujalt (Segarra, Urgell i Anoia) 41° 40′ N, 1° 22′ E / 41.67°N,1.36°E | UP-TL-7  | Costers de Segarra                     |
| Secans de Belianes i d'Ondara          | Relleus suaus formats per valls amples de fons pla i per turons i altiplans d'alçades modestes. Parel·lacions agrícoles allargassades i estretes. Activitats extractives de graves i còdols del riu Corb. | 21.601 ha 2% vegetació 95% agrícola 4% construït             | Verdú, Tàrrega, Anglesola, Vilagrassa, Belianes (Urgell) 41° 38′ 28″ N, 1° 06′ 29″ E / 41.641°N,1.108°E | UP-TL-8  | Secans de Belianes i d'Ondara          |
| Garrigues Baixes i vall del Corb       | Relleus trencats en uns successió de valls i turons allargassats. Vessants agrícoles amb terrasses i murs de pedra seca, cabanes de volta i masos. Abundància de pedreres. Poblament rural i escàs. | 40.132 ha 25% vegetació 73% agrícola 3% construït            | Maldà, els Omellons, l'Espluga Calba, Vinaixa, Fulleda, Tarrés, els Omells de na Gaia, Vallbona de les Monges, Guimerà, Ciutadilla, Nalec, Sant Martí de Riucorb, Arbeca, les Borges Blanques, l'Albi, el Vilosell, Vallclara, Senan (Urgell, Conca de Barberà i Garrigues) 41° 29′ N, 1° 01′ E / 41.48°N,1.02°E | UP-TL-9  | Garrigues Baixes i vall del Corb       |
| Garrigues Altes                        | Relleus graonats en plataforma estructural. Carenes allargassades amb valls estretes. Conreus fruiters de secà, garriga i brolles arbrades de pi blanc. Construccions de pedra seca amb bancals en zones de pendent. | 64.231 ha 29% vegetació 71% agrícola 0,4% construït          | Castelldans, Cervià de les Garrigues, la Pobla de Cérvoles, Juncosa, l'Albagés, el Cogul, els Torms, el Soleràs, Bellaguarda, la Granadella, Granyena de les Garrigues, Torrebesses, Llardecans, Almatret i Maials (Garrigues, Priorat i Segrià) 41° 25′ N, 0° 41′ E / 41.42°N,0.68°E | UP-TL-10 | Garrigues Altes                        |
| Paisatge fluvial del Segre             | Terrasses baixes de les riberes de la Noguera Ribagorçana i el Segre fins l'aiguabarreig amb l'Ebre. Petites parcel·les centenàries d'horta. Poblament concentrat en ciutats i dispers en l'horta. | 18.602 ha 12% vegetació 78% agrícola 6% construït 3% aigua   | Balaguer, Torrelameu, Alfarràs, Lleida, Sudanell, Torres de Segre, Seròs, Massalcoreig, la Granja d'Escarp (Segrià i Noguera) 41° 39′ 54″ N, 0° 40′ 41″ E / 41.665°N,0.678°E | UP-TL-12 | Paisatge fluvial del Segre             |
| Baix Segrià                            | Relleus ondulats i suaus, amb turons i un mosaic de parcel·les agrícoles actualment de regadiu de passat àrid. Poblament rural concentrat en el límit oriental, prop del Segre. | 4.786 ha 24% vegetació 70% agrícola 6% construït             | Soses, Aitona i part de Seròs i Massalcoreig (Segrià) 41° 29′ 56″ N, 0° 26′ 06″ E / 41.499°N,0.435°E | UP-TL-13 | Baix Segrià                            |
| Regadius del Canal d'Aragó i Catalunya | Plana a l'oest de Lleida regada per diversos canals. Predomini agrícola amb parcel·les de grans dimensions. Atracció enoturística de Raimat. | 33.636 ha 7% vegetació 91% agrícola 2% construït             | Almacelles, Gimenells i el Pla de la Font, Alcarràs (Segrià) 41° 40′ N, 0° 28′ E / 41.66°N,0.46°E | UP-TL-14 | Regadius del Canal d'Aragó i Catalunya |
| Plana d'Almenar i Alguaire             | Àmplia plataforma subhoritzontal amb vessants més o menys escarpats. Predominen els camps de cereals i no hi ha infraestructures destacades. | 5.717 ha 7% vegetació 91% agrícola 2% construït              | Part d'Almenar, Alguaire, Alfarràs, Rosselló (Segrià) 41° 45′ 47″ N, 0° 33′ 18″ E / 41.763°N,0.555°E | UP-TL-15 | Plana d'Almenar i Alguaire             |
| Horta de Pinyana                       | Suaus relleus que connecten la plataforma d'Almenar–Alguaire amb la Noguera Ribagorçana i Segre. Predomini de cultius de fruita dolça amb cultius herbacis extensius. Els sistema urbà de Lleida altera la unitat, amb poblament més dispers i rural cap al nord.                                                                        | 17.643 ha 5% vegetació 83% agrícola 11% construït            | La Portella, Vilanova de Segrià, Rosselló, Alpicat, Torre-serona, Torrefarrera, Benavent de Segrià, Almenar, Alguaire, Lleida, Corbins (Segrià) 41° 41′ 42″ N, 0° 36′ 54″ E / 41.695°N,0.615°E | UP-TL-16 | Horta de Pinyana                       |
| Plana d'Algerri-Balaguer               | Territori planer entre els rius Noguera Ribagorçana i Segre i el primer estrep prepirinenc, amb el riu de Farfanya com a corredor. Territori agrícola amb transformació recent en regadiu amb cultius extensius herbacis. | 18.181 ha 13% vegetació 85% agrícola 2% construït            | Algerri, Castelló de Farfanya, Balaguer, Menàrguens, Albesa, Ivars de Noguera (Noguera) 41° 47′ 24″ N, 0° 42′ 11″ E / 41.790°N,0.703°E | UP-TL-17 | Plana d'Algerri-Balaguer               |
| Aspres del Montsec o de la Noguera     | Serres marginals prepirinenques combinant rocam i aigua pels pantans del Segre, Noguera Pallaresa i Noguera Ribagorçana. El Segre forma una vall encaixonada on les ribes es presten al rec i a l'establiment humà. | 53.335 ha 83% vegetació 14% agrícola 0,3% construït 3% aigua | Les Avellanes i Santa Linya, Alòs de Balaguer, Camarasa, Foradada, Os de Balaguer (Noguera) 41° 55′ N, 0° 50′ E / 41.92°N,0.84°E | UP-TL-18 | Aspres del Montsec o de la Noguera     |
| Baix Sió                               | Vall aïllada en el tram final del riu Sió des d'Agramenunt fins al Segre. Cultius herbacis de regadiu i secà en parcel·les típiques d'horta i abancalades en el lleu pendent ondulat de les serres. Poblament rural alineat al llarg del curs del riu.                                                                                   | 7.889 ha 12% vegetació 87% agrícola 1% construït             | La Sentiu de Sió, Montgai, Preixens i Agramunt (Noguera, Urgell) 41° 48′ 32″ N, 0° 57′ 50″ E / 41.809°N,0.964°E | UP-TL-19 | Baix Sió                               |
| Serres de Bellmunt i Almenara          | Alineació de relleus suaus de guixos i gresos. Parcel·les agrícoles paral·leles a l'aflorament dels guixos. Les escasses bosquines alternen amb camps de cereals. Poblament escàs, sense cursos fluvials i escassa xarxa viària. Predomini agrícola amb algunes granges.                                                                 | 6.410 ha 10% vegetació 89% agrícola 1% construït             | La Sentiu de Sió, Bellmunt d'Urgell (Noguera, Urgell) 41° 46′ 26″ N, 0° 59′ 28″ E / 41.774°N,0.991°E | UP-TL-20 |                                        |
| Plana d'Urgell                         | Territori planer, amb relleus molt suaus i horitzons rectilinis. Els regadius a gran escala i han transformat les terres cerealistes en hortes i vergers. Poblacions més destacades en les principals vies de comunicació i la resta estan lligades a les activitats agrícoles i les explotacions ramaderes                              | 76.432 ha 3% vegetació 94% agrícola 4% construït             | Vallfogona de Balaguer, Térmens, Bellvís, Penelles, la Fuliola, Linyola, el Poal, el Palau d'Anglesola, Mollerussa, Ivars d'Urgell, Vila-sana, Bell-lloc d'Urgell, Castellnou de Seana, Golmés, Miralcamp, Fondarella, Sidamon, els Alamús, Torregrossa, Puiggròs, Puigverd de Lleida, Bellcaire d'Urgell, Castellserà, Tornabous, Barbens, Bellpuig, Preixana, Vilanova de Bellpuig, Artesa de Lleida, Albatàrrec, Alcoletge i Vilanova de la Barca (Pla d'Urgell, Noguera, Urgell, Garrigues, Segrià) 41° 40′ N, 0° 52′ E / 41.66°N,0.87°E | UP-TL-21 | Plana d'Urgell                         |
| Secans d'Utxesa                        | Paisatge de transició entre el fluvial i l'interior continental i elevat de la plataforma garriguenca. Terrasses mitjanes al marge del riu Segre amb zones humides i terres agrícoles de regadiu recent, paisatge de secà cerealista en la meitat nord de clima mediterrani semiàrid, i fruiters de secà en petites valls al sector sud. | 19.710 ha 9% vegetació 88% agrícola 2% construït 1% aigua    | Alfés, Aspa, Alcanó, Sunyer, Sarroca de Lleida, Montoliu de Lleida (Segrià, Garrigues) 41° 29′ 24″ N, 0° 34′ 16″ E / 41.490°N,0.571°E | UP-TL-22 | Secans d'Utxesa                        |

Comparteix part de Costers de l'Ebre amb les Terres de l'Ebre.